# Prostitución en la Antigua Grecia

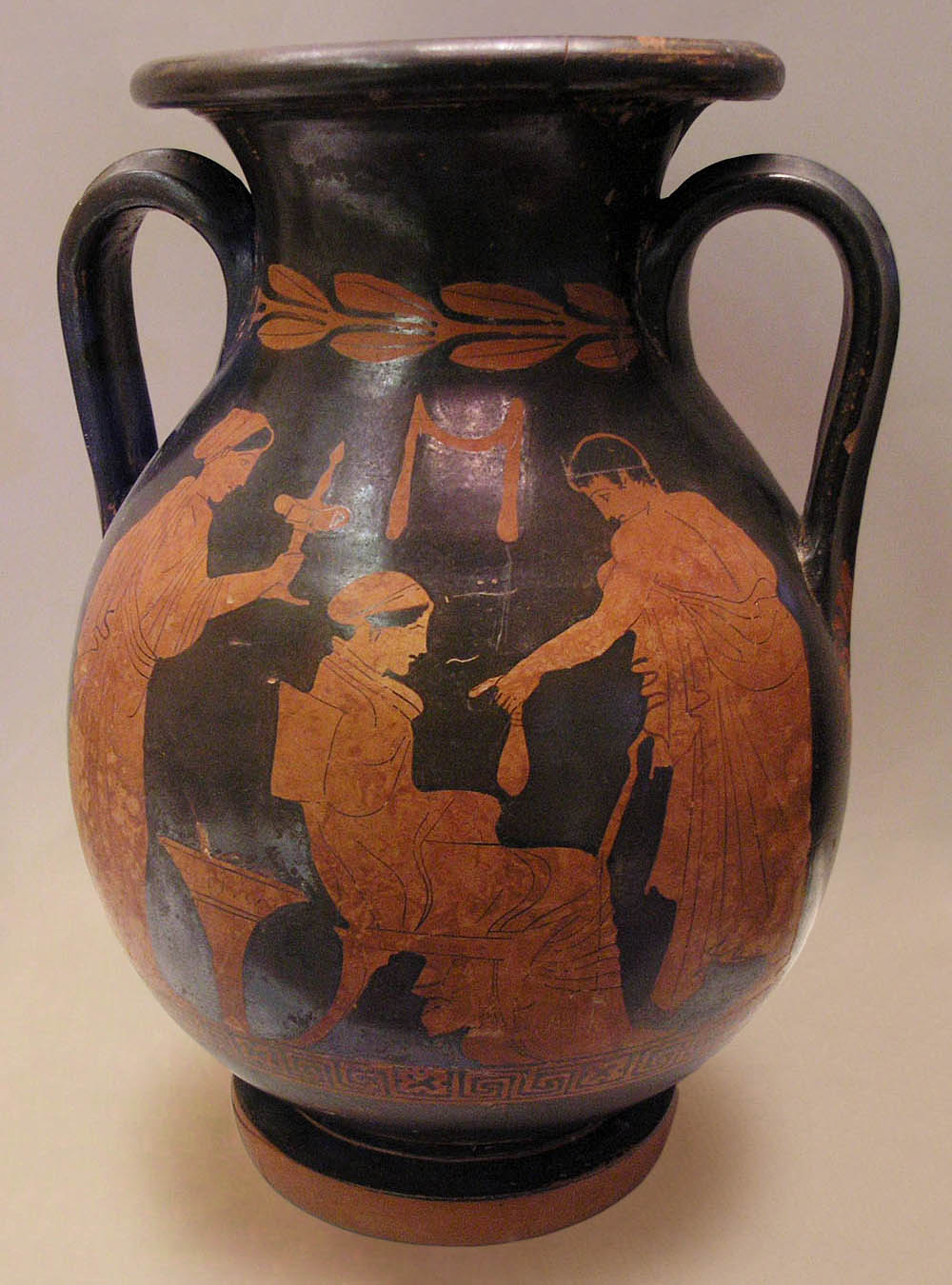
Cortesana y su cliente, peliké ática de figuras rojas de Polignoto, c.430 a. C., Museo Arqueológico Nacional de Atenas.

La prostitución fue, desde la Época arcaica, una actividad común en la vida cotidiana de las ciudades griegas más importantes. Particularmente en las zonas portuarias, daba trabajo, de forma legal, a un número significativo de personas, constituyendo una actividad económica de primer nivel. Ejercida tanto por hombres jóvenes como por mujeres de todas las edades, la clientela era mayoritariamente masculina.
Se atribuye a Solón la creación en Atenas de burdeles estatales a precios moderados.

## La prostitución femenina

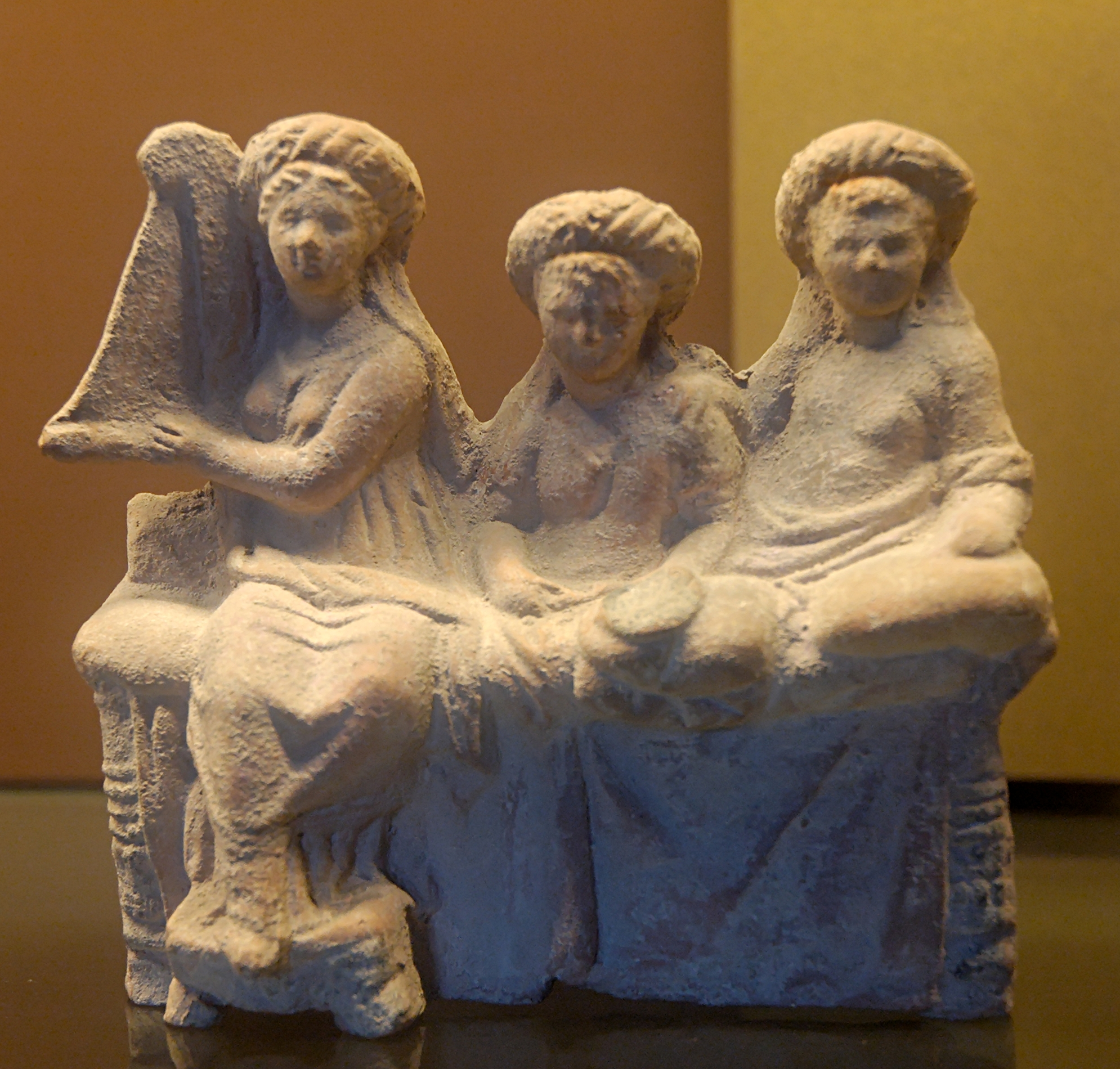
Hetera y asistente a banquetes, sentados en una banqueta, terracota de Mirina, c.25 a. C., Museo del Louvre.

La naturalidad con que se percibía la prostitución femenina se pone de manifiesto en la siguiente cita del Pseudo-Demóstenes (Contra Neera, 122; siglo IV a. C.):

Tenemos las cortesanas para el placer, las concubinas para proporcionarnos cuidados diarios y las esposas para que nos den hijos legítimos y sean las guardianas fieles de nuestra casa...

Esta tolerancia se percibía, por ejemplo, en que aunque las leyes reprobaban muy severamente las relaciones fuera del matrimonio con una mujer libre (en el sentido de ciudadana soltera), no ocurría lo mismo cuando el marido recurría a los servicios de una hetera o introducía en el hogar conyugal una concubina (griego παλλακή, pallakế). Al ser casi inexistentes los matrimonios por amor, ya que solían ser de hecho un contrato entre dos familias, los hombres buscaban los placeres sexuales fuera de casa. 
Por lo que respecta a la existencia de una prostitución femenina con destino a las mujeres, está mal atestiguada. El Aristófanes de El banquete de Platón (191e 2-5) menciona a las hetairístriai, en su célebre mito del amor. Para él, «las mujeres descendientes de las mujeres primitivas no tienen gran gusto por los hombres: ellas prefieren las mujeres; son las que se llaman las hetairístriai». Se supone que se trata de prostitutas que se dirigen a una clientela lésbica. Luciano se extiende sobre esta práctica en su Diálogo de las cortesanas (V), pero es posible que se trate simplemente de una alusión al pasaje de Platón.

### Tipos de prostitutas
Las prostitutas griegas pertenecían a distintas categorías, dependiendo de diversos factores relacionados con su trabajo: las pornai, las prostitutas independientes y las heteras; además, existía una categoría específica de los templos sagrados, la de las prostitutas sagradas, que se abastecía, habitualmente, de heteras. 

#### Pornai

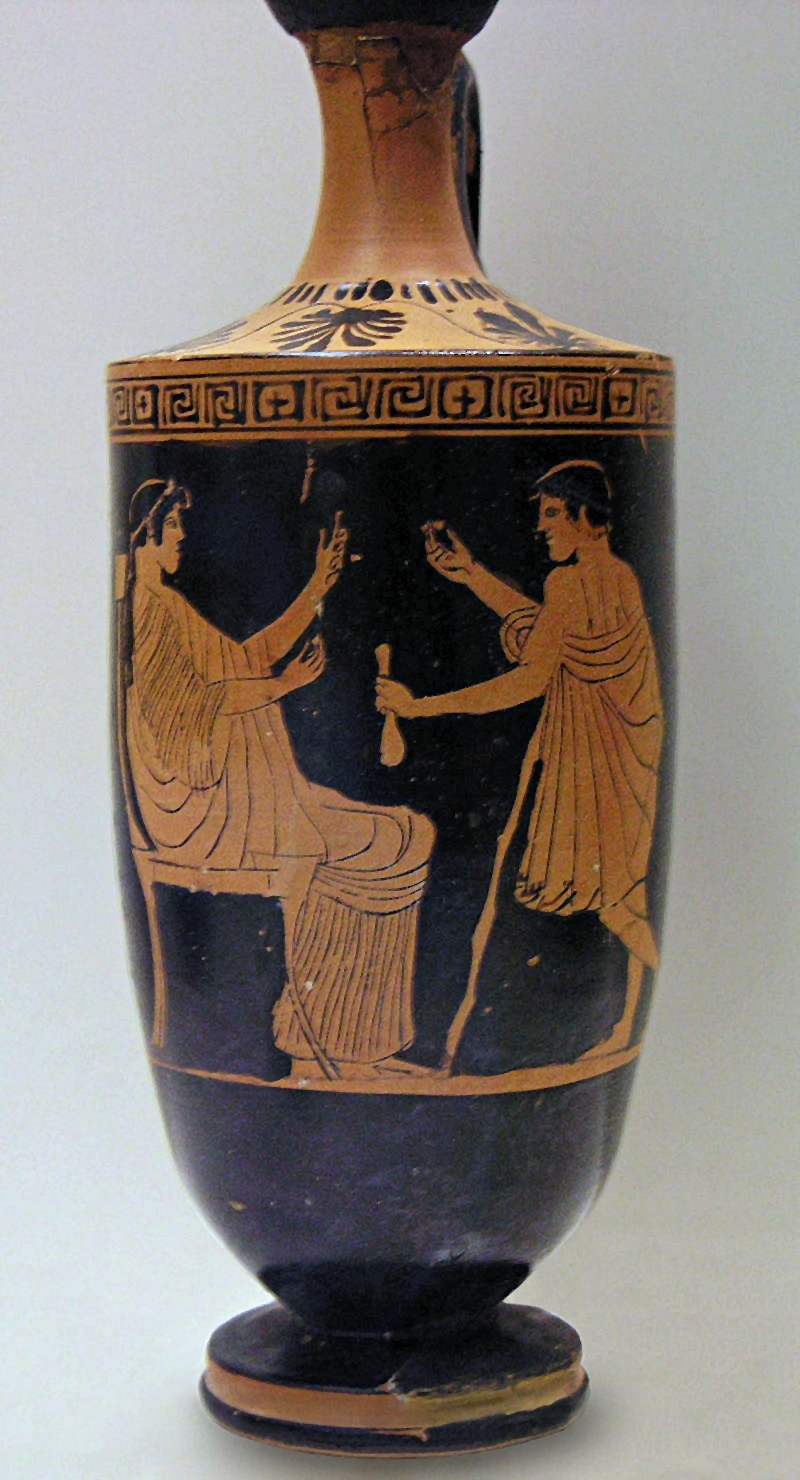
Cortesana recibiendo a uno de sus clientes, lecito ático de figuras rojas del pintor de Atenea, c.460-450 a. C., Museo Arqueológico Nacional de Atenas.

Las πόρναι, pórnai, palabra que etimológicamente deriva del griego πέρνημι, pérnêmi, «vendida», eran, normalmente, esclavas propiedad de un πορνοβοσκός, pornoboskós o proxeneta, literalmente, el «pastor» de las prostitutas. Este propietario podía ser un ciudadano (también un o una meteco), para el que ese negocio constituía una fuente de ingresos como cualquier otra y por el que tenía que pagar un impuesto proporcional a los beneficios que le generaba.
En la época clásica, las pórnai son esclavas de origen bárbaro; a partir del período helenístico, se incorporan incluso al gremio muchas jóvenes esclavas, que solo dejarían de serlo cuando fuesen adoptadas por su amo. 
Su trabajo se desarrollaba en los prostíbulos, generalmente en los barrios conocidos por esta actividad, tales como El Pireo (puerto de Atenas) o el Cerámico de Atenas. Son frecuentadas por los marinos y los ciudadanos pobres.
A esta categoría pertenecían las mujeres de los burdeles del Estado ateniense. Según Ateneo (Banquete de los eruditos, XIII, 23), que cita al autor cómico Filemón (Adelfas, fgt. 4) y al historiador Nicandro (Historia de Colofón = FGrH 271-272 fgt. 9), fue Solón quien, «preocupado por calmar los ardores de los jóvenes, (...) tomó la iniciativa de abrir casas de paso y de instalar allí a chicas compradas». Así, uno de los personajes de las Adelfas exclama:

«Tú, Solón, tú que has hecho una ley de utilidad pública, por lo que, primero, se dice, comprendida por ti la necesidad de esta institución democrática y bienhechora, ¡Zeus, sé mi testigo! Es importante que diga esto. Nuestra ciudad rebosa de pobres chicos a los que la naturaleza obliga duramente, que se perderían por caminos nefastos: para ellos, has comprado, y después instalado en diversos lugares, a chicas muy bien equipadas y dispuestas. (...) Precio: un óbolo; ¡permíteles hacer! ¡Nada de cursilerías! Las tendrás por tu dinero, como tú quieras y de la manera que tú quieras (...)».

Como subraya el personaje, los prostíbulos solonianos aportan satisfacción sexual accesible a todos: existen numerosas alusiones al precio de un óbolo para las prostitutas menos costosas, sin duda para las prestaciones más simples.
Incluso Solón habría erigido, gracias al impuesto sobre los prostíbulos, un templo a Afrodita Pandemos, literalmente Afrodita «de todo el pueblo». 
Aun cuando la veracidad histórica de estas anécdotas fuera dudosa, parece, sin embargo, claro que los atenienses consideraban la prostitución como un componente de la democracia.

#### Prostitutas independientes

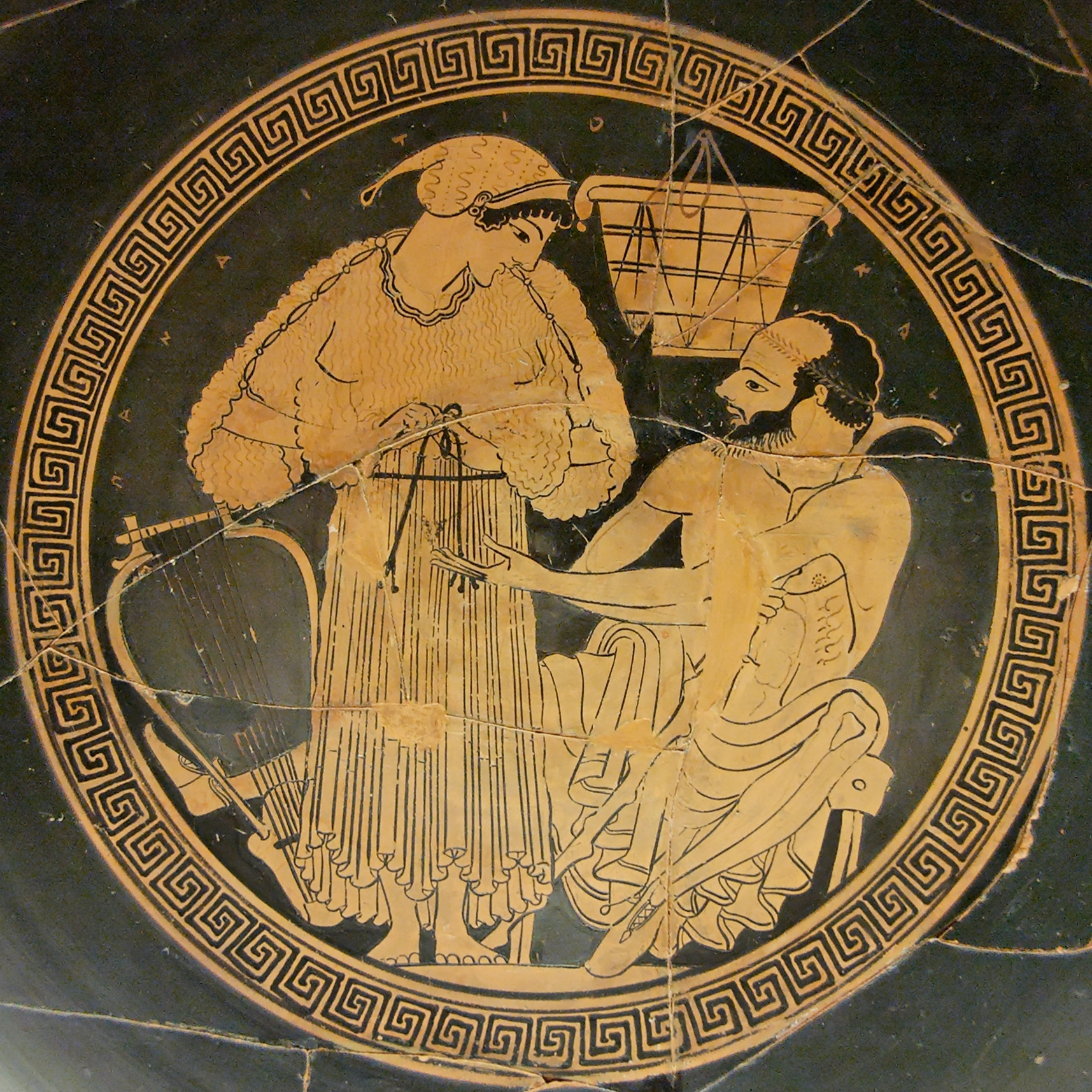
Una música de banquete (obsérvese la lira) se viste de nuevo bajo los ojos de su cliente. Copa ática de figuras rojas de Eufronio, c.490 a. C., Museo Británico.

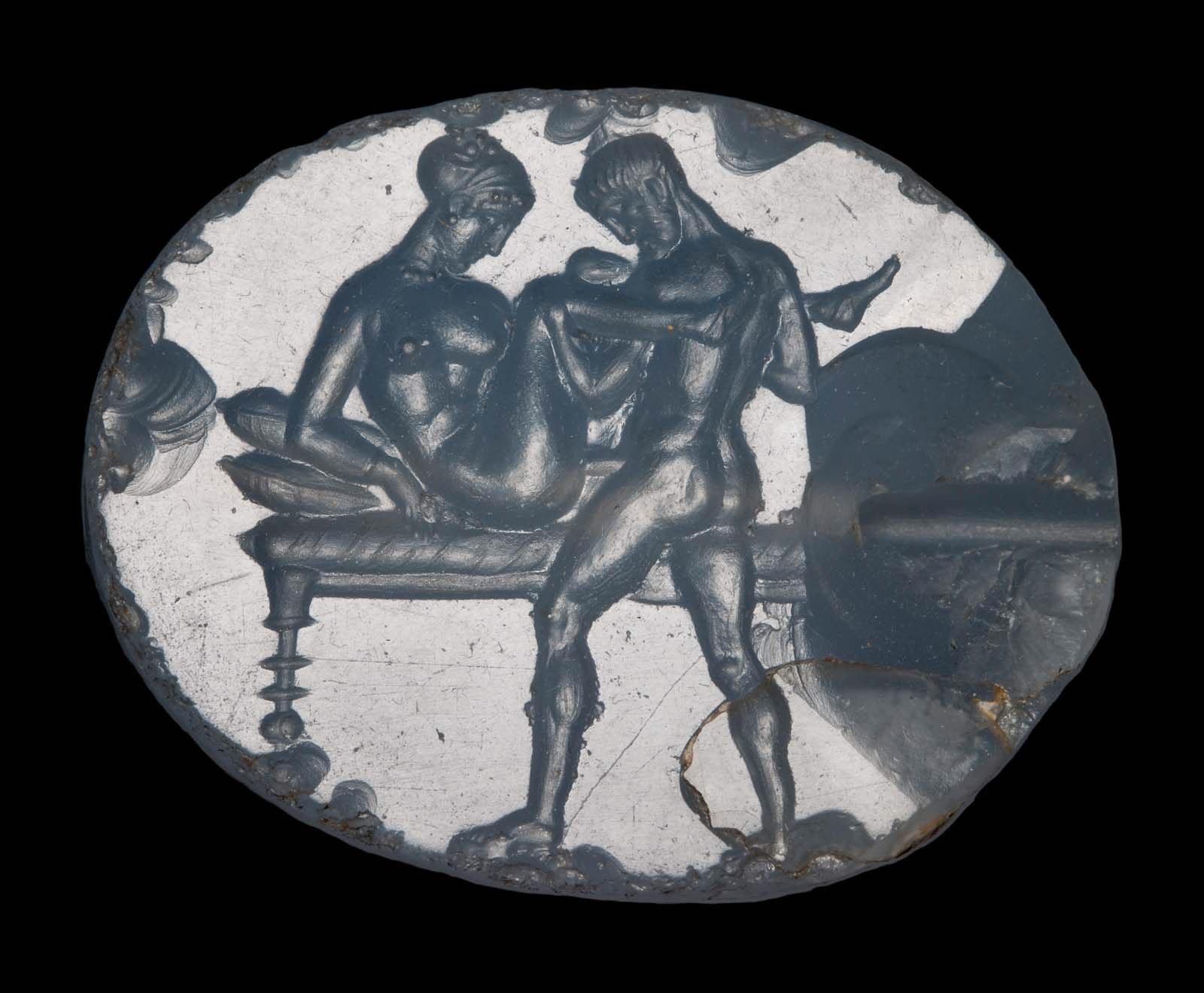
Gema oval griega antigua con escena erótica, periodo clásico tardío, finales del - principios del

Las prostitutas independientes trabajaban directamente en la calle, mostrándose a los clientes potenciales recurriendo a distintos mecanismos publicitarios: así, se han encontrado sandalias con la suela arreglada, concebidas para dejar la marca, ΑΚΟΛΟΥΘΙ, AKOLOUTHI («¡Sígueme!») en el suelo. Utilizaban, también, el maquillaje, aparentemente de forma poco discreta: Eubulo, autor de la Comedia Media, se burla de estas prostitutas describiéndolas como «pintarrajeadas de blanco de albayalde y [...] untadas las mejillas de zumo de mora».

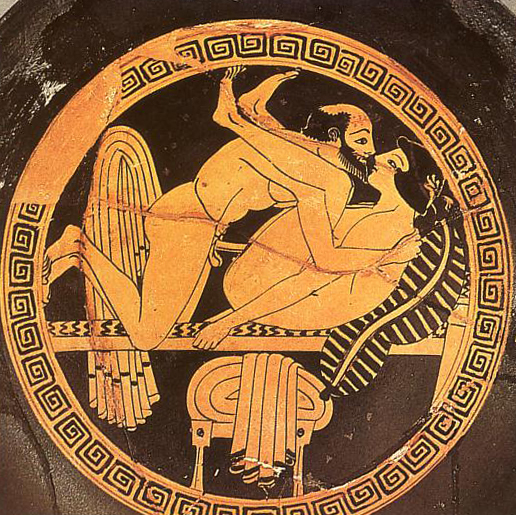
Hombre y mujer Fornicando, Pintor de Triptólemo, ca. 470 a. C, Museo Nazionale Tarquinia

Estas prostitutas son de orígenes diversos: mujeres metecas que no encuentran otro empleo en la ciudad de llegada, viudas pobres, antiguas pornai que han logrado independizarse. 
En Atenas, debían estar registradas y pagar un impuesto. Algunas consiguen hacer fortuna en su oficio. En el siglo I, en Koptos, en el Egipto romano, los impuestos se elevan a 108 dracmas.
Sus tarifas son, sin embargo, difíciles de evaluar, pues parece que variaban mucho. En el siglo IV a. C., Teopompo indica que estas prostitutas de segunda exigen un estátero (cuatro dracmas) y en el siglo I a. C., el filósofo epicúreo Filodemo de Gadara (citado en la Antología Palatina, V, 126) menciona un sistema de bono que se eleva a cinco dracmas por doce visitas. En el siglo II, en el Diálogo de las cortesanas de Luciano de Samosata, la prostituta Ampelis exige cinco dracmas por visita, un precio mediocre (8, 3). En el mismo texto, una joven virgen puede pedir una mina, es decir, cien dracmas (7, 3), incluso dos minas. Y, al contrario, una joven y bella prostituta puede imponer mejores precios que una colega en declive — incluso la iconografía de las cerámicas muestra que existe un mercado específico para las mujeres mayores. Todo depende de si el cliente pretende la exclusividad de la prostituta o no. Existen arreglos intermedios: un grupo de amigos compra la exclusividad, teniendo cada uno derecho a una parte del tiempo.
Se puede, también, incluir en esta categoría a las músicas y bailarinas que ofician en los banquetes masculinos. Aristóteles, en la Constitución de los atenienses (L, 2), menciona entre las atribuciones específicas de diez magistrados (cinco intra muros y cinco para el Pireo), el ἀστυνόμοι, astynómoi, o cargo de velar por que «las instrumentistas de flauta, de lira y de cítara no sean alquiladas por más de dos dracmas por noche»; queda así claro que los servicios sexuales eran claramente parte del alquiler, cuyo precio, a pesar del control practicado por los astynomes, tiende a ser más elevado cuanto más corre el tiempo.

#### Heteras
Las heteras constituyen la categoría más alta entre las prostitutas. A diferencia de las otras, no se contentan con ofrecer sólo servicios sexuales y sus prestaciones no son puntuales (de manera literal, en griego ἑταίρα, hetaíra significa 'compañía'). Comparables en cierta medida a las geishas japonesas, poseen una educación esmerada y son capaces de tomar parte en las conversaciones entre gentes cultivadas. Únicas entre todas las mujeres de Grecia, espartiatas aparte, son independientes y pueden administrar sus bienes.
Se conoce el nombre de varias de estas heteras.
Un ejemplo eminente fue Aspasia, amante de Pericles, y una de las mujeres más célebres del siglo V a. C. Originaria de Mileto y, por tanto, reducida al estatuto de meteco en Atenas, atrae a su casa a Sófocles, Fidias, a Sócrates y sus discípulos. Según Plutarco (Vida de Pericles, XXIV, 2), «domina a los hombres políticos más eminentes e inspira a los filósofos un interés nada despreciable».
En la época clásica, está Teódota, compañera de Alcibíades, con quien Sócrates dialoga en las Memorables (III, 11, 4); o Neera, sujeto de un célebre discurso del pseudo-Demóstenes; Friné, modelo de la Afrodita de Cnido —obra maestra de Praxíteles—, donde ella es la amante, pero también compañera del orador Hipérides, que la defenderá en un proceso de impiedad (asebeia); Leontion, compañera de Epicuro y filósofa ella misma. 
En la época helenística, por su parte, se puede citar a Pitónica, compañera de Hárpalo, tesorero de Alejandro Magno, o Tais, compañera del mismo Alejandro y después de Ptolomeo I.
Algunas de estas heteras fueron muy ricas. Jenofonte describe a Teódota rodeada de esclavas, ricamente vestida y alojada en una casa de gran altura. Algunas se distinguen por sus gastos extravagantes: así Rodopis, cortesana egipcia liberada por el hermano de la poetisa Safo, se distinguiría por hacerse construir una pirámide. Heródoto (Historia, II, 134-135) no cree en esta anécdota, pero describe una inscripción muy costosa que ella financió en Delfos. 
Las tarifas de las cortesanas varían mucho, pero son sustancialmente más elevadas que las de las prostitutas comunes: en la comedia nueva, varían de 20 a 60 minas por un número de días indeterminados. En Los aduladores (v. 128-130), Menandro menciona a una cortesana ganando tres minas por día, es decir, precisa, más que diez pornai reunidas. Si hay que creer a Aulo Gelio (Noches áticas, I, 8), las cortesanas de la época clásica cobraban hasta 10 000 dracmas por una noche.

#### La prostitución sagrada
La ofrenda a las divinidades en forma de mujeres-prostitutas no alcanzó en Grecia una amplitud comparable a la que existió en el Próximo Oriente antiguo; no obstante, se conocen varios casos. 
Por un lado, dentro del propio mundo griego, hubo prostitución sagrada en Sicilia, en Chipre, en el reino del Ponto o en Capadocia; por otro, la hubo también en Corinto, cuyo templo de Afrodita alojaba una importante tropa servil, al menos después de la época clásica. Así, en 464 a. C., un tal Jenofonte, ciudadano de Corinto y vencedor de la carrera a pie y del pentatlón en los Juegos Olímpicos, dedicó a Afrodita, en signo de agradecimiento, cien jóvenes mujeres al templo de la diosa. Conservamos el recuerdo del hecho gracias a un canto festivo encargado a Píndaro (fgt. 122 Snell), celebrando las «hijas muy acogedoras, sirvientes / de Pito [la persuasión] en la fastuosa Corinto». En época romana, según Estrabón:

«El santuario de Afrodita era tan rico que a título de esclavas sagradas tenía más de mil heteras, que tanto hombres como mujeres habían ofrecido a la diosa».

Un caso singular de prostitución sagrada de mujeres libres tuvo lugar en la colonia de Locros Epicefirios, en la Magna Grecia. En la primera mitad del siglo V a. C. sus habitantes, que eran derrotados por los de la ciudad de Regio, prometieron a la diosa Afrodita que si lograban vencer ofrecerían a sus doncellas como prostitutas en su templo durante las fiestas que se celebraban en su honor.

### La situación de las prostitutas en la sociedad

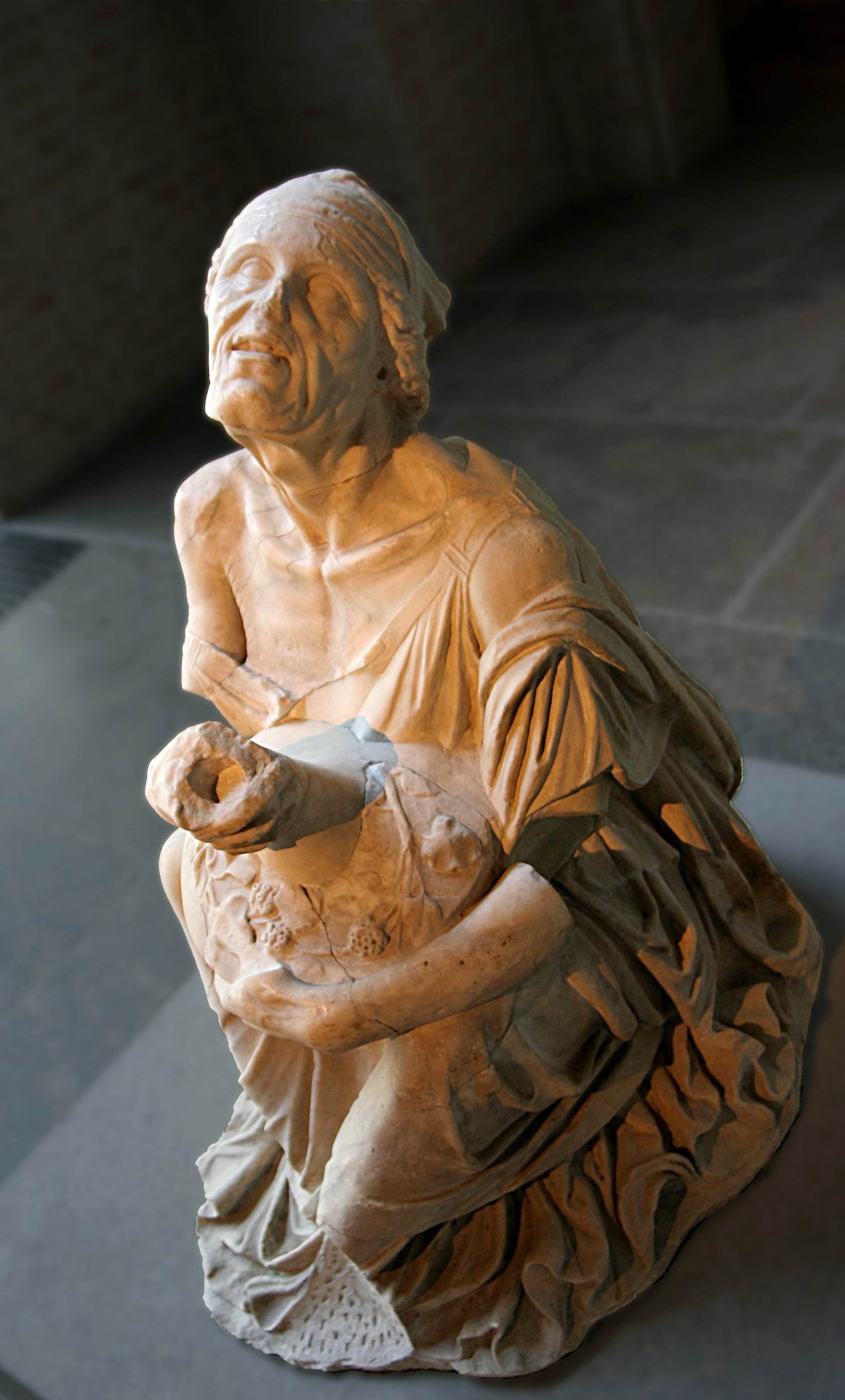
Vieja prostituta apretando contra ella su jarra de vino, a. C., Gliptoteca de Múnich.

La situación social de las prostitutas en la Antigua Grecia no es fácil de evaluar. En cualquier caso, en tanto que mujeres, son ya marginales en la sociedad griega. 
No se conocen testimonios directos sobre su vida ni descripciones de los burdeles donde trabajaban. Es verosímil, sin embargo, que los prostíbulos de Grecia fueran similares a los de Roma, descritos por escritores o conservados en Pompeya: lugares sombríos, malolientes y estrechos. 
Uno de los numerosos términos en el argot griego para designar a una prostituta es χαμαίτυπος, khamaítypos, literalmente «la que golpea la tierra», indicando con ello que la prestación tenía lugar directamente sobre el suelo.
Algunos autores ponen en escena a prostitutas hablando de ellas mismas; así, Luciano en el Diálogo de las cortesanas, o Alcifrón en su selección de cartas, pero se trata de obras de ficción. 
Las prostitutas evocadas son independientes o heteras: las fuentes no se extienden mucho sobre las esclavas, salvo para considerarlas como bienes que hay que hacer fructificar. Las escasas fuentes escritas al respecto muestran claramente lo que pensaban los hombres griegos de las prostitutas: habiendo de todo, se les reprocha su carácter mercantil. Para un griego, una persona que se prostituye, hombre o mujer, lo hace por pobreza o ánimo de lucro; el apetito sexual no parece un factor barajado. 
La rapacidad de las prostitutas es un tema de broma corriente en la comedia. En este sentido, en Atenas las prostitutas son las únicas mujeres que manejan dinero, lo que excita probablemente el rencor masculino. Otra explicación es que la carrera de una prostituta independiente es corta e incierta: sus ingresos disminuyen con el paso de los años. Para poder vivir durante su vejez, les conviene amasar el mayor dinero posible mientras aún están a tiempo.
Los tratados de medicina proporcionan una estimación, pero muy parcial e incompleta, sobre su vida cotidiana. Así, las prostitutas esclavas, para continuar generando ingresos, deben evitar en lo posible quedar encinta. 
Las técnicas contraceptivas utilizadas por los griegos son mal conocidas, menos que las de los romanos. Sin embargo, en un tratado atribuido a Hipócrates (Del esperma, 13), el autor describe precisamente el caso de una bailarina «que tiene el hábito de ir con hombres»; él le recomienda saltar de talones, para hacer caer el esperma y evitar todo riesgo. Parece igualmente verosímil que las pornai tuvieran el recurso al aborto o al infanticidio por exposición. En el caso de las prostitutas independientes, la situación es menos clara: una joven puede ser educada en el oficio, suceder a su madre y así mantenerla cuando sea mayor.
Las cerámicas proporcionan un testimonio sobre la vida cotidiana de las prostitutas. Su representación, muy frecuente, acoge cuatro formas, con algunas variantes: escenas de banquete, relaciones sexuales, escenas de tocador y escenas de malos tratos. 
En las escenas de tocador, es frecuente que la prostituta tenga un cuerpo poco gracioso: pecho caído, michelines, etc. Un kílix muestra incluso a una prostituta a punto de miccionar en un orinal. 
En las representaciones de actos sexuales, la presencia de prostitutas se reconoce a menudo por la representación de un monedero, que recuerda el carácter mercantil de la relación. La posición más frecuentemente representada es la del perro o la sodomía; las dos posiciones son a veces difíciles de distinguir. La mujer es doblada a menudo en dos, las manos de plano sobre el suelo. Ahora bien, la sodomía es considerada como envilecedora para un adulto, y parece que la posición del perro (por oposición a la posición del misionero) era considerada poco gratificante para la mujer.

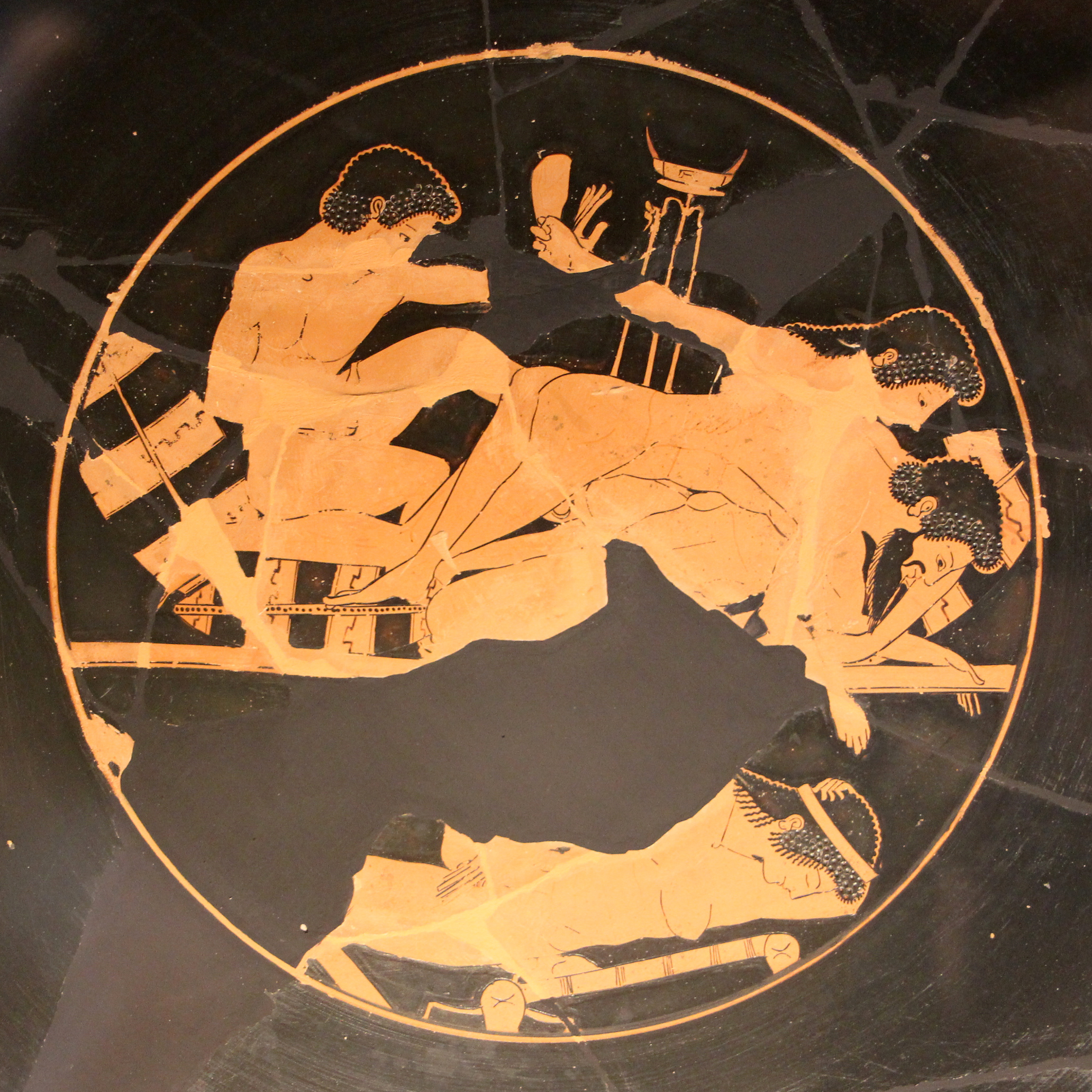
Escena de sexo en un banquete. Una prostituta está sentada en una cama y un hombre desnudo está de espaldas. La mujer sostiene al hombre, con un agarre de tijera, Bajo la cama duerme una segunda prostituta, A la izquierda, un joven desnudo se masturba mientras espera su turno. Museo de Artes de Berlín.

En fin, un cierto número de vasos representan escenas en las que las prostitutas son amenazadas con un palo o con una sandalia, y constreñidas a aceptar relaciones sexuales juzgadas degradantes por los griegos: una felación, una sodomía, incluso los dos al mismo tiempo.
Aunque las heteras eran, indudablemente, las mujeres más libres de Grecia, eran numerosas las que deseaban volverse respetables encontrando un marido o un compañero estable: Neera, cuya carrera es descrita en un discurso judicial, llega así a educar a tres niños antes de ser recuperada por su pasado de hetera. Aspasia es elegida como concubina, incluso esposa, según las fuentes, por Pericles. Ateneo (XIII, 38) remarca que «las putas que se transforman en mujeres honorables son generalmente más fiables que esas damas que se precian de su respetabilidad» y cita a varios grandes hombres griegos, hijos de un ciudadano y de una cortesana: como el estratego Timoteo, hijo de Conón. En cambio, no se conoce ningún ejemplo de ciudadana que se hiciera voluntariamente hetera.

### El caso de Esparta
Única entre todas las ciudades, Esparta es reputada en Grecia por no albergar ninguna pornê. Plutarco (Licurgo, IX, 6) lo explica por la ausencia de metales preciosos y de verdadera moneda (Esparta utiliza una moneda de hierro que no es reconocida en ninguna parte fuera de allí, por lo que ningún proxeneta encontraría interés en instalarse allí). De hecho, no hay huellas de prostitución común en Esparta en la Época Arcaica o clásica. El único testimonio inquietante es el de un vaso del siglo VI a. C. mostrando a mujeres tocando el aulos en un banquete de hombres. Sin embargo, parece que no se trataba de una descripción de la realidad espartiata de la época, sino de un simple tema iconográfico. La presencia de un demonio alado, de frutas, de vegetación y de un altar hacen creer que podría tratarse de un banquete ritual en honor de una divinidad ligada a la fertilidad, como Artemisa Ortia o Apolo Jacintio.
Esparta conocía, sin embargo, a las heteras en la época clásica. Ateneo evoca a las cortesanas con las que Alcibíades se va de juerga durante su exilio en Esparta (415 - 414 a. C.). Jenofonte (Helénicas, III, 8), narrando la conspiración de Cinadón (principios del siglo IV a. C.), precisa que el principal interesado es apartado de la ciudad bajo el pretexto de detener a «una mujer que pasaba allí por una muy bella mujer, pero a la que se acusaba de corromper a los lacedemonios, viejos y jóvenes, que venían a Aulón». Se trataba, muy probablemente, de una hetera.
A partir del siglo III a. C., al menos, cuando grandes cantidades de moneda extranjera circulaban en Laconia, Esparta entra totalmente en la norma de las ciudades griegas. En época helenística, Polemón de Ilión describe en sus Ofrendas a Lacedemonia (citadas por Ateneo, XIII, 34a) un retrato de la célebre hetera Cotina y una vaca de bronce dedicada por ella. Añade que se enseña, aún en su época, a título de curiosidad, la casa de citas que ella tenía cerca del templo de Dioniso.

### Las prostitutas en la literatura

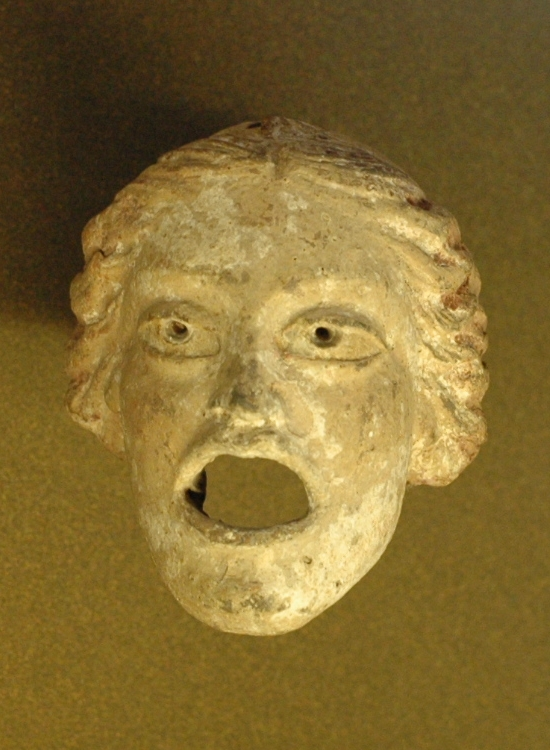
Máscara de cortesana de la Comedia Nueva, número 39 de la lista de Julio Pólux, a. C.

o siglo II a. C., Museo del Louvre.
En la época de la Comedia Nueva, las prostitutas se convirtieron, a instancia de los esclavos, en las verdaderas vedetes de las comedias. Hay varias razones para ello, pero destaca entre ellas el hecho de que mientras que en la Comedia Antigua se trataban temas políticos, la comedia nueva, sin embargo, se interesaba por temas privados y por la vida cotidiana de los atenienses. Como las conveniencias sociales prohibían a una mujer mostrarse al exterior y la escena teatral lo hace, a las únicas mujeres que se exhiben normalmente, las prostitutas, se las puede representar.
Las intrigas de la comedia nueva recurren abundantemente a las prostitutas. «Tanto que habrá un esclavo astuto, un padre duro, una intermediaria deshonesta y una cortesana cariñosa». «Menandro vivirá», clama Ovidio en sus Amores (I, 15, 17-18). La cortesana puede ser la primera chica amada del primer joven: en este caso, libre y virtuosa, ella es reducida a la prostitución tras haber sido abandonada o raptada por los piratas (Las Sicionias). Reconocida por sus verdaderos parientes gracias a las cosas dejadas en su cuna, la joven liberada puede ser desposada. Es un personaje secundario muy corriente: sus relaciones con el amigo del primer joven constituyen la segunda intriga amorosa de la obra. Menandro crea, igualmente, a contracorriente de la imagen tradicional de la prostituta codiciosa, un personaje de cortesana con gran corazón en El arbitraje, donde permite el desarrollo feliz de la obra.
Por el contrario, en los mundos utópicos de los griegos, no hay a menudo sitio para las prostitutas. En La asamblea de las mujeres (v. 716-719), la heroína, Praxágora, las prohíbe formalmente en su ciudad ideal: «las putas, tengo la intención de poner fin a su negocio (...) para reservar a las damas el viril vigor de nuestros jóvenes». Las prostitutas son consideradas una competencia desleal. En un género diferente, Platón (La República, III, 404d), proscribe a las prostitutas corintias igual que a las pastelerías áticas, acusadas las dos de introducir el lujo y el desenfreno en la ciudad ideal. El cínico Crates, en época helenística, (citado por Diodoro Sículo, II, 55-60) describe una ciudad utópica, a instancias de la de Platón, donde la prostitución está desterrada.

## La prostitución masculina
Había también en Grecia πόρνοι (pórnoi, 'prostitutos'). Una parte de ellos se dirigía a una clientela femenina: la existencia de gigolós está atestiguada desde la época clásica. Así, en el Pluto (versos 960-1095), Aristófanes pone en escena a una vieja y a su joven doncel, obligado por la pobreza a mimarla a cambio de dinero contante y sonante, medidas de trigo o vestidos. Sin embargo, la gran mayoría de los prostitutos son para la clientela de hombres adultos.

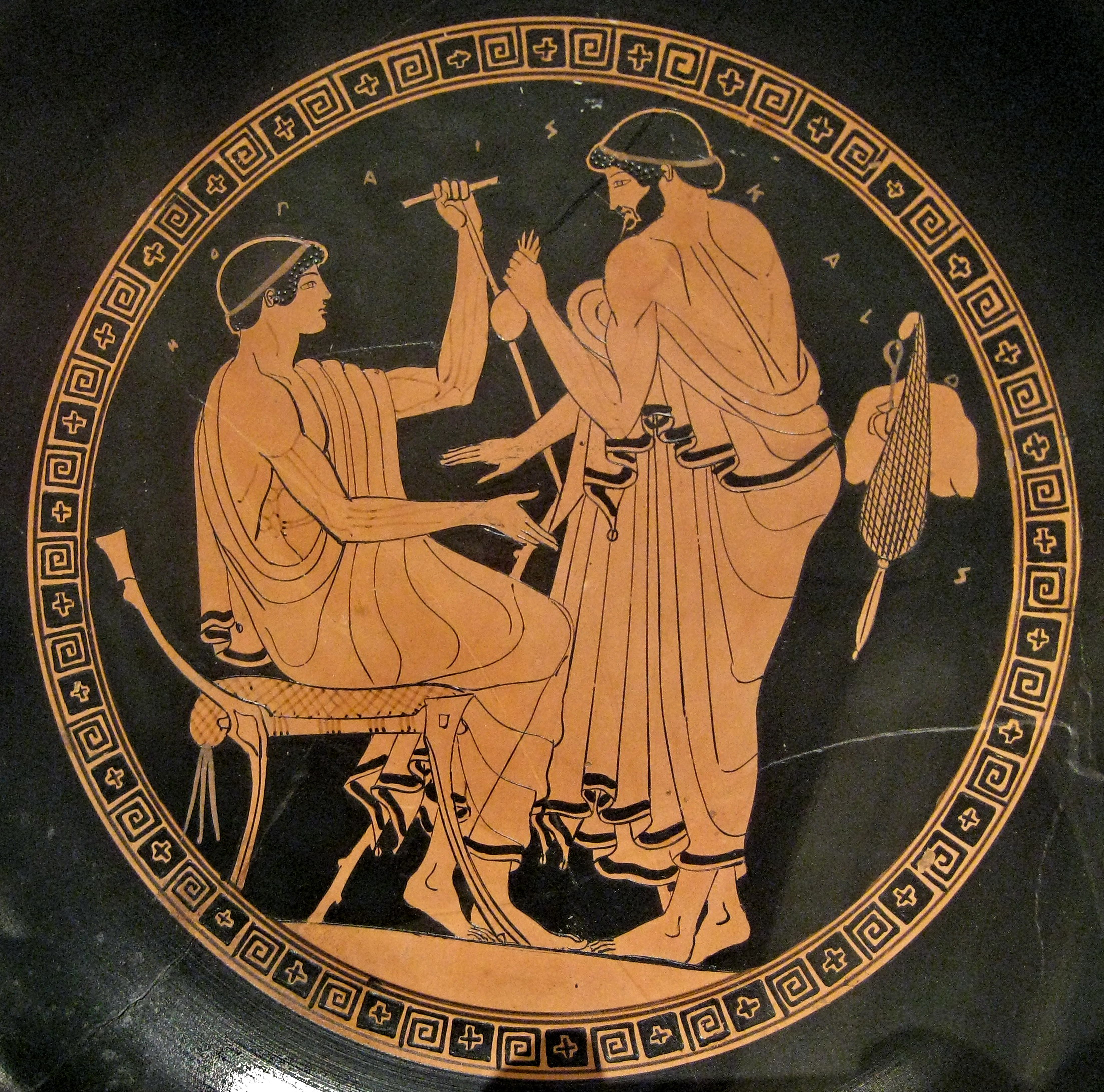
Hombre ofreciendo dinero a un joven a cambio de sexo. Tondo en un kílix de figuras rojas, conservado en el Museo Metropolitano de Arte de Nueva York.

Contrariamente a la prostitución femenina, que moviliza a mujeres de todas las edades, la prostitución masculina está básicamente reservada a los adolescentes.
El periodo durante el cual los adolescentes son juzgados deseables se extiende, aproximadamente, desde la pubertad hasta la llegada de la barba, pues la vellosidad de los chicos era objeto de pronunciado asco para los griegos (en este sentido, la depilación constituía una necesidad para los jóvenes adultos que quisiesen practicarla).
Igual que su equivalente femenino, la prostitución masculina no es para los griegos un objeto de escándalo. Las casas de citas de chicos esclavos existían no sólo en los «barrios calientes» del Pireo, del Cerámico o del Licabeto, sino por todas partes de la ciudad. 
Uno de los más célebres de estos jóvenes prostitutos es, sin duda, Fedón de Elis: reducido a la esclavitud al ser conquistada su ciudad, debe trabajar en una casa de citas hasta el momento en que es rescatado por Sócrates, quien le hará destacar entre sus discípulos. El joven se convierte enseguida en discípulo del filósofo y da su nombre al Fedón, uno de los Diálogos de Platón, narrando la muerte de este.
Las ciudades instauran también un impuesto sobre los prostitutos. En uno de sus discursos, el Contra Timarco (I, 74), el orador Esquines puede permitirse describir en el tribunal un burdel masculino; sus clientes no eran ni reprobados por la ley, ni por la opinión pública.

### Prostitución masculina y ciudadanía
La existencia de una prostitución masculina a gran escala muestra que los gustos pederásticos no están relegados a una clase social favorecida. Si los ciudadanos menos acomodados no tienen el tiempo ni los medios de practicar los rituales aristocráticos (en el gimnasio, corte amorosa, regalos), cada uno tiene la posibilidad de saciar sus inclinaciones recurriendo a la prostitución. 
Como las mujeres, los chicos son protegidos por la ley contra todo ataque físico, y no se conocen ejemplos de relación sexual entre un dueño y su esclavo antes de que lo mencionara Jenofonte. Otro motivo del recurso a la prostitución es la existencia de tabúes sexuales: así, el hecho de practicar una felación es para los griegos un acto degradante. Por consiguiente, en una relación pederástica, el erastés (amante adulto) no considera pedir este favor a su erómeno (amante joven), futuro ciudadano: debe dirigirse a un prostituto.
Por consiguiente, aunque es legal, el ejercicio de la prostitución es socialmente vergonzoso. Es, normalmente, el recurso de los esclavos o, de manera general, de los no-ciudadanos. 
En Atenas, para un ciudadano, entraña consecuencias políticas importantes, como la atimía (en griego, ἀτιμία), la pérdida de los derechos cívicos públicos. Así se explica en Contra Timarco: Esquines es atacado por Timarco; para defenderse, Esquines acusa a su acusador de haberse prostituido en su juventud. Por consiguiente, Timarco debería ser privado de sus derechos políticos entre los cuales está el derecho de denunciar a alguien. Consecuentemente, prostituir a un adolescente u ofrecer a un adolescente dinero a cambio de favores sexuales está prohibido severamente, pues eso llega a privar al joven de sus futuros derechos cívicos.
El razonamiento griego es explicitado por Esquines (§ 29), que cita la ley en el artículo δοκιμασία: el ciudadano que se ha prostituido (en griego, πεπορνευμένος, peporneuménos) o se hace entretener (en griego, ἡταιρηκώς, hêtairêkốs) es privado de la palabra pública porque «ha vendido su propio cuerpo para que los otros se sirvan de él según su capricho» (en griego, ἐφ’ ὕϐρει, eph’ hybris) no vacilando en vender los intereses de la comunidad en su conjunto». Las acusaciones de Timeo de Tauromenio (según Polibio, XII, 15, 1) en contra de Agatocles de Siracusa retoman exactamente la misma temática: un prostituto es, por definición, alguien que abdica de su propia dignidad para satisfacer los deseos del prójimo: un «vulgar prostituto (en griego, κοινὸν πόρνον, koinòn pórnon) a disposición de varios disolutos, un cernícalo, que presenta su trasero a quien quiera».

### Tarifas
Como en el caso de las mujeres, las tarifas de los prostitutos eran muy variables. Ateneo menciona a un chico ofreciendo sus favores por un óbolo; suma tan ínfima inclina a la duda. Estratón de Sardes, un autor de epigramas del siglo II, evoca una transacción de cinco dracmas (Antología Palatina, XII, 239). Una carta del pseudo-Esquines (VII, 3) estima en 3000 dracmas el montante ganado por un tal Melanopos, probablemente a lo largo de toda su carrera.
Esquines en Contra Timarco (§ 29, cf. supra) distingue así entre el prostituto y el chico mantenido. Añade en (§ 51-52) que si Timarco se hubiera contentado con ser su primer protector, su conducta habría sido menos reprensible. Ahora bien, no sólo Timarco ha abandonado a este hombre — que no tenía más medios para mantenerle — por otro, sino que ha coleccionado protectores, probando así, según Esquines, que no es un chico mantenido (hêtairêkôs) sino un vulgar prostituto (peporneuménos).